# Worlaby
Worlaby – wieś i civil parish w Anglii, w Lincolnshire, w dystrykcie (unitary authority) North Lincolnshire. W 2011 roku civil parish liczyła 547 mieszkańców. Worlaby jest wspomniana w Domesday Book (1086) jako Uluricebi/Wirchebi.